# Beat Grögli
Beat Grögli, né le 20 septembre 1970 à Wil (Saint-Gall), est un évêque suisse du diocèse de Saint-Gall.

## Biographie
Beat Grögli est né le 20 septembre 1970 à Wil, dans le canton de Saint-Gall. Il effectue sa maturité au Gymnasium Friedberg (de) à Gossau.
Après des études de théologie à Fribourg, Vienne et Innsbruck de 1992 à 1997, il est ordonné prêtre le 16 août 1998. Sa première nomination est comme vicaire dans la paroisse Saint-Otmar (de) à Saint-Gall jusqu'en 2003.
Il étudie ensuite la psychologie à l'université pontificale grégorienne durant trois ans. De 2006 à 2013, il est chapelain à Rotmonten (de)-Heiligkreuz (de), puis est nommé curé de la cathédrale de Saint-Gall en 2013.
Il est élu évêque par le chapitre des chanoines de la cathédrale de Saint-Gall le 20 mai 2025,, et confirmé comme tel par le pape Léon XIV le 22 mai 2025,. Son ordination a lieu le 5 juillet 2025.

### Prises de position
Lors de la conférence de presse qui suit sa nomination, il indique que « Le sacerdoce féminin viendra ».